# Giải bóng đá trong nhà vô địch quốc gia 2012
Giải futsal Quốc gia 2012 là giải bóng đá futsal do Liên đoàn bóng đá Việt Nam tổ chức lần thứ sáu hàng năm. Giải Futsal toàn quốc 2012 sẽ diễn ra từ ngày 3/6 đến 17/6/2012 tại Cung Thể thao Tuyên Sơn – Thành phố Đà Nẵng. với sự tham dự kỷ lục của 16 đội bóng gồm: Thái Sơn Bắc - Hà Nội, Vinaconex PVC - Hà Nội (PVC), Quý Lộc - Huế, Kim Toàn FC - Đà Nẵng, Hoàng Thư - Đà Nẵng, VLT - Đà Nẵng, Hoàng Duy - Đà Nẵng, Sanatech Phú Yên (futsal Sanatech), Sanna Khánh Hòa, Huyền Phát Gia Lai, Hồng Lạc - Lâm Đồng, Bệnh viện An Phước - Bình Thuận, Thái Sơn Nam - Thành phố Hồ Chí Minh, Tân Hiệp Hưng - Thành phố Hồ Chí Minh, Đạt Vĩnh Tiến - Thành phố Hồ Chí Minh và Metasol.

## Phương thức thi đấu
Với sự tham dự của 16 đội bóng, giải Futsal toàn quốc 2012 cũng có sự điều chỉnh trong phương thức thi đấu nhằm tăng tính cạnh tranh và sự hấp dẫn. Mười sáu đội bóng được chia thành 4 Bảng, thi đấu vòng tròn một lượt ở mỗi Bảng để tính điểm xếp hạng. 
- Chọn tám đội xếp nhất, nhì của 4 Bảng vào thi đấu Vòng loại trực tiếp để xếp hạng từ 1 đến 8.
- Chọn tám đội xếp thứ ba và thứ tư của 4 Bảng vào thi đấu Vòng đấu loại trực tiếp để xếp hạng từ 9 đến 16.

Kết quả bốc thăm tại 4 bảng đấu như sau:
- Bảng A: Thái Sơn Bắc – Hà Nội, Kim Toàn FC – Đà Nẵng, Tân Hiệp Hưng – TP.HCM, Quý Lộc - Huế.
- Bảng B: VLT – Đà Nẵng, Đạt Vĩnh Tiến – TP.HCM, PVC – Hà Nội, Bệnh viện An Phước – Bình Thuận.
- Bảng C: Hoàng Duy Đà Nẵng, Thái Sơn Nam, Huyền Phát Gia Lai, Sanna Khánh Hòa.
- Bảng D: Hoàng Thư Đà Nẵng, Metasol, Hồng Lạc Lâm Đồng, Sanatech.[1][3]

## Cách tính điểm, xếp hạng
- Chín đội thi đấu vòng tròn một lượt, tính điểm xếp hạng.
- Cách tính điểm xếp hạng:
  - Đội thắng: 3 điểm
  - Đội hoà: 1 điểm
  - Đội thua: 0 điểm
  - Tính tổng số điểm của các đội đạt được để xếp thứ hạng.
- Nếu có từ hai đội trở lên bằng điểm nhau, trước hết tính kết quả của các trận đấu giữa các đội đó với nhau theo thứ tự:
  - Tổng số điểm.
  - Hiệu số của tổng số bàn thắng trừ tổng số bàn thua.

Đội nào có chỉ số cao hơn sẽ xếp trên.
- Nếu các chỉ số trên bằng nhau, thì tiếp tục xét các chỉ số của toàn bộ các trận đấu trong giải theo thứ tự:
  - Hiệu số của tổng số bàn thắng trừ tổng số bàn thua.
  - Tổng số bàn thắng.

Đội nào có chỉ số cao hơn sẽ xếp trên, nếu vẫn bằng nhau sẽ tổ chức bốc thăm.

## Giải thưởng
Cơ cấu giải thưởng:
- Đội vô địch: Cúp, HCV, bảng danh vị và giải thưởng 30 triệu đồng
- Đội thứ Nhì: HCB, bảng danh vị và giải thưởng 20 triệu đồng
- Đồng hạng Ba: HCĐ, bảng danh vị và giải thưởng 15 triệu đồng
- Đội đoạt giải phong cách: Bảng danh vị, giải thưởng: 10 triệu đồng
- Cầu thủ xuất sắc nhất: Bảng danh vị, giải thưởng 5 triệu đồng
- Cầu thủ ghi nhiều bàn thắng nhất: Bảng danh vị, giải thưởng 5 triệu đồng
- Thủ môn xuất sắc nhất: Bảng danh vị, giải thưởng 5 triệu đồng.
- Tổ trọng tài làm nhiệm vụ trận Chung kết: 5 triệu đồng.[1]

## Vòng Bảng
| Ngày     | Giờ   | Đội 1 - Đội 2                        | Tỷ số |
| 3/6/2012 | 14:00 | Huyền Phát Gia Lai - Hoàng Duy ĐN    | 2-2   |
| 3/6/2012 | 16:00 | Sanna Khánh Hoà - Thái SơnNam        | 1-2   |
| 3/6/2012 | 18:00 | Sanatech - Hồng Lạc Lâm Đồng         | 8-1   |
| 3/6/2012 | 20:00 | Hoàng Thư ĐN - Metasol               | 0-0   |
| 4/6/2012 | 14:00 | Thái Sơn Bắc - Quý Lộc Huế           | 7-3   |
| 4/6/2012 | 16:00 | Kim Toàn FC - Tân Hiệp Hưng          | 2-2   |
| 4/6/2012 | 18:00 | BVAP Bình Thuận - VLT Đà Nẵng        | 1-4   |
| 4/6/2012 | 20:00 | Đạt Vĩnh Tiến - PVC                  | 5-5   |
| 5/6/2012 | 14:00 | Metasol - Sanatech                   | 1-2   |
| 5/6/2012 | 16:00 | Hồng Lạc Lâm Đồng- Hoàng Thư ĐN      | 0-10  |
| 5/6/2012 | 18:00 | Thái SơnNam- Huyền Phát Gia Lai      | 2-1   |
| 5/6/2012 | 20:00 | Hoàng Duy Đà Nẵng - Sanna Khánh Hoà  | 3-7   |
| 6/6/2012 | 14:00 | Tân Hiệp Hưng - Thái Sơn Bắc         | 2-3   |
| 6/6/2012 | 16:00 | Quý Lộc Huế - Kim Toàn FC            | 7-6   |
| 6/6/2012 | 18:00 | PVC - BVAP Bình Thuận                | 4-3   |
| 6/6/2012 | 20:00 | VLT Đà Nẵng- Đạt Vĩnh Tiến           | 2-6   |
| 7/6/2012 | 14:00 | Hoàng Duy Đà Nẵng - Thái SơnNam      | 3-4   |
| 7/6/2012 | 16:00 | Sanna Khánh Hoà - Huyền Phát Gia Lai | 8-4   |
| 7/6/2012 | 18:00 | Hồng Lạc Lâm Đồng - Metasol          | 1-12  |
| 7/6/2012 | 20:00 | Hoàng Thư Đà Nẵng - Sanatech         | 4-4   |
| 8/6/2012 | 14:00 | Quý Lộc Huế - Tân Hiệp Hưng          | 3-7   |
| 8/6/2012 | 16:00 | Kim Toàn FC - Thái Sơn Bắc           | 2-2   |
| 8/6/2012 | 18:00 | VLT Đà Nẵng - PVC                    | 5-2   |
| 8/6/2012 | 20:00 | Đạt Vĩnh Tiến - BVAP Bình Thuận      | 4-4   |

## Bảng xếp hạng
Bảng A
| Thứ hạng | Đội           | Trận | Thắng | Hòa | Thua | Điểm | Bàn thắng | Bàn bại | Hiệu số |
| 1        | Thái Sơn Bắc  | 3    | 2     | 1   | 0    | 7    | 12        | 7       | 5       |
| 2        | Tân Hiệp Hưng | 3    | 3     | 0   | 1    | 6    | 12        | 8       | 4       |
| 3        | Quý Lộc Huế   | 3    | 1     | 0   | 2    | 3    | 13        | 20      | -7      |
| 4        | Kim Toàn FC   | 3    | 0     | 1   | 2    | 1    | 8         | 12      | -4      |

Bảng B
| Thứ hạng | Đội             | Trận | Thắng | Hòa | Thua | Điểm | Bàn thắng | Bàn bại | Hiệu số |
| 1        | VLT Đà Nẵng     | 3    | 2     | 0   | 1    | 6    | 11        | 9       | 2       |
| 2        | Đạt Vĩnh Tiến   | 3    | 1     | 2   | 0    | 5    | 15        | 11      | 4       |
| 3        | PVC             | 3    | 1     | 1   | 1    | 4    | 11        | 13      | -2      |
| 4        | BVAP Bình Thuận | 3    | 0     | 1   | 2    | 1    | 8         | 12      | -4      |

Bảng C
| Thứ hạng | Đội                | Trận | Thắng | Hòa | Thua | Điểm | Bàn thắng | Bàn bại | Hiệu số |
| 1        | Thái Sơn Nam       | 3    | 3     | 0   | 0    | 9    | 8         | 5       | 3       |
| 2        | Sanna Khánh Hòa    | 3    | 2     | 0   | 1    | 6    | 16        | 7       | 9       |
| 3        | Hoàng Duy ĐN       | 3    | 0     | 1   | 2    | 1    | 8         | 13      | -5      |
| 4        | Huyền Phát Gia Lai | 3    | 0     | 1   | 2    | 1    | 7         | 12      | -5      |

Bảng D
| Thứ hạng | Đội               | Trận | Thắng | Hòa | Thua | Điểm | Bàn thắng | Bàn bại | Hiệu số |
| 1        | Sanatech          | 3    | 2     | 1   | 0    | 7    | 14        | 6       | 8       |
| 2        | Hoàng Thư ĐN      | 3    | 1     | 2   | 0    | 5    | 14        | 4       | 10      |
| 3        | Metasol           | 3    | 1     | 1   | 1    | 4    | 13        | 3       | 10      |
| 4        | Hồng Lạc Lâm Đồng | 3    | 0     | 0   | 3    | 0    | 2         | 31      | -29     |

## Vòng tứ kết
| Ngày      | Giờ   | Đội 1 - Đội 2                   | Tỷ số           |
| 10/6/2012 | 14:00 | Quý Lộc Huế - BVAP Bình Thuận   | 4-4 (2-4, PEN.) |
| 10/6/2012 | 16:00 | Hoàng Duy ĐN – Hồng Lạc L.Đồng  | 6-4             |
| 10/6/2012 | 18:00 | PVC – Kim Toàn FC               | 3-3 (4-1, pen.) |
| 10/6/2012 | 20:00 | Metasol (*)                     | Không           |
| 11/6/2012 | 14:00 | Thái Sơn Bắc - Đạt Vĩnh Tiến    | 4-3             |
| 11/6/2012 | 16:00 | Thái SơnNam– Hoàng Thư ĐN       | 1-1 (4-3, pen.) |
| 11/6/2012 | 18:00 | VLT Đà Nẵng – Tân Hiệp Hưng     | 0-0 (8-9, pen.) |
| 11/6/2012 | 20:00 | Sanatech – Sanna Khánh Hòa      | 2-8             |
| 12/6/2012 | 14:00 | Quý Lộc Huế – Hồng Lạc LĐ       | 9-3             |
| 12/6/2012 | 16:00 | Kim Toàn FC – (*)               | Không           |
| 12/6/2012 | 18:00 | BVAP Bình Thuận- Hoàng Duy ĐN   | 8-3             |
| 12/6/2012 | 20:00 | PVC – Metasol                   | 1-4 (1-4, pen.) |
| 13/6/2012 | 14:00 | Đạt Vĩnh Tiến – Hoàng Thư ĐN    | 3-8             |
| 13/6/2012 | 16:00 | VLT Đà Nẵng – Sanatech          | 3-0             |
| 13/6/2012 | 18:00 | Thái Sơn Bắc – Thái Sơn Nam     | 0-2             |
| 13/6/2012 | 20:00 | Tân Hiệp Hưng – Sanna Khánh Hòa | 0-7             |

(*) Đội giành chiến thắng do đội kia xin rút lui.

## Đấu phân hạng
| Ngày      | Giờ   | Phân hạng    | Đội 1 - Đội 2                | Tỷ số           |
| 14/6/2012 | 14:00 | Hạng 15 – 16 | Hống Lạc Lâm Đồng - (*)      | Không           |
| 14/6/2012 | 16:00 | Hạng 13 – 14 | Quý Lộc Huế - Kim Toàn FC    | 2-6             |
| 14/6/2012 | 18:00 | Hạng 11 – 12 | Hoàng Duy ĐN – PVC           | 1-5             |
| 14/6/2012 | 20:00 | Hạng 9 – 10  | BVAP Bình Thuận – Metasol    | 2-2 (1-3, pen.) |
| 15/6/2012 | 14:00 | Hạng 7-8     | Đạt Vĩnh Tiến - Sanatech     | 3-0             |
| 15/6/2012 | 16:00 | Hạng 5-6     | Hoàng Thư ĐN – VLT Đà Nẵng   | 2-6             |
| 15/6/2012 | 18:00 | Hạng 3-4     | Thái Sơn Bắc – Tân Hiệp Hưng | 4-3             |

(*) Đội giành chiến thắng do đội kia xin rút lui.

## Trận chung kết
|  | v          |  |
|  | ---------- |  |
|  | (chi tiết) |  |

|  |   | Luân lưu 11m |
|  | ' |              |

## Tổng kết mùa giải
- Vô địch: Thái Sơn Nam – Huy chương vàng và 30 triệu đồng
- Hạng Nhì: Sanna Khánh Hòa – Huy chương bạc và 20 triệu đồng
- Hạng Ba: Thái Sơn Bắc – Huy chương đồng và 15 triệu đồng
- Giải phong cách: Thái Sơn Bắc
- Cầu thủ xuất sắc nhất giải: Phùng Trọng Luân (10-Sanna KH)
- Vua phá lưới: Nguyễn Quỳnh Toàn (15-Thái Sơn Nam) – 11 bàn thắng
- Thủ môn xuất sắc: Ngô Đình Thuận (1-Thái Sơn Nam).[4]